# Història de l'educació
La història de l'educació recull les diferents concepcions de l'educació al llarg del temps, incloent-hi els seus objectius, mètodes, teories sobre l'ensenyament i l'aprenentatge o lligams amb l'entorn (fet que analitza profunditat la sociologia de l'educació). Aquesta història inclou l'educació formal, a càrrec de mestres o docents professionals i aquella que forma part de la socialització de qualsevol infant; igualment comprèn els aprenentatges tècnics o d'oficis, depenent de tallers i basats en la imitació, i aquells coneixements més acadèmics, començant per l'alfabetització i finalitzant pels estudis superiors, passant per la cultura general que pretén proporcionr l'educació bàsica contemporània.

## Educació a les primeres societats
A la prehistòria l'educació dels nens anava a càrrec de tota la tribu, ja que imitant el comportament dels adults, respectant les normes i tabús i escoltant els mites i històries que condensaven la cosmovisió de la seva comunitat. Amb la divisió del treball van sorgir els primers oficis, basats en les habilitats naturals de cada persona, que s'ensenyaven a un aprenent o nen que mostrava interès o aptitud en el tema (posteriorment a fills de determinats llinatges).
Les primeres societats urbanes requerien tasques especialitzades, que s'aprenien des de la joventut en els primers centres preparats per a l'ensenyament de forma oficial, on l'escriptura va començar a tenir un paper clau, ja que una de les tasques primeres que aprenien els funcionaris, escribes i altres professionals era a llegir i escriure per poder registrar els temes d'interès per als governants. D'aquesta manera es va començar a lligar ensenyament i alfabetisme, tendència que continua fins a l'actualitat. Hi havia una bona part de l'educació, però, que continuava sent oral, basada en la repetició i memorització de fórmules, rituals o relats mítics. Aquesta primera educació formal estava reservada als nois.
Els productes d'aquesta classe instruïda es van començar a conservar i associar amb la noblesa o els estaments superiors, com mostren els rotllos de la primera biblioteca reial, la de l'assiri Assurbanipal, que volia reunir el saber escrit de diferents cultures com a signe de poder i cultura, lligant d'aquesta manera coneixement i poder, un binomi que perdurarà segles, on l'accés al saber estava reservat als privilegiats (un 1% a la societat egípcia, per exemple).
Des dels inicis la religió i l'educació es relacionaven íntimament, no solament perquè calia posseir uns coneixements adequats (i sovint parcialment secrets) per honorar adequadament la divinitat) sinó perquè els sacerdots van passar a ser els formadors més freqüents. Al primer monoteisme, el de la societat hebrea, aquest vincle es va estrènyer per la importància que es va atorgar al llibre sagrat com a element cohesionador, un llibre que els creients coneixien íntimament (en èpoques posteriors part de l'educació de musulmans i protestants va incloure justament la memorització de passatges religiosos). Això va obrir les portes de les escoles a nens de diferents classes socials, perquè es considerava que tots havien de rebre la paraula revelada (encara que fos de manera simplement oral).

## Educació al món clàssic
A l'antiga Grècia van proliferar les escoles privades, pel desig de les famílies amb diners d'assegurar els coneixements necessaris als seus fills per poder prosperar socialment (el terme pedagog neix de l'esclau que els instruïa). Allà es va establir per primer cop un currículum educatiu dividit en assignatures, que comprenia lectoescriptura, educació física, música, literatura i història, si bé en no haver control estatals podia variar molt el nivell i tipus de continguts impartits. Amb l'adveniment de la democràcia a Atenes, va augmentar el nombre d'anys d'escolarització i es va començar a ensenyar ciència, retòrica i filosofia, com proven els cercles sofistes, l'Acadèmia de Plató (qui proposava una educació pública segons la futura ocupació) o el Liceu d'Aristòtil, destinats no ja a infants sinó a gent desitjosa de continuar formant-se. A Esparta, per contra, es promovia la instrucció militar i la formació en valors d'obediència als superiors, per sobre de l'accés a la paraula escrita.
A Roma es va promoure l'educació de les nenes (tot i que només fins als 11 anys, mentre que els nois continuaven usualment fins als 15) i es van organitzar nivells o cursos, seguint les idees de Quintilià, de manera que s'establia un progrés similar per a tothom dins la mateixa escola. Igualment d'aquest educador sorgeix la noció de l'educació primerenca, ja que va advertir que els petits tenien més memòria i capacitat per aprendre, idea cabdal de l'educació infantil contemporània. Això significava que els infants que s'ho podien permetre anaven a escola i que avançaven de curs quan assolien determinats continguts, deixant els estudis per incorporar-se al món laboral o a petició de les famílies, independentment del nivell final adquirit. Només les elits finalitzaven els plans complets.
Al món clàssic va néixer el llibre de text entès com a manual per a l'aprenentatge escolar, en forma d'apunts o recopilacions manuscrites de cada escola que es repetien i es multiplicaven segons el nombre d'alumnes. Aquests manuals combinaven l'exaltació de la formació intel·lectual, física i moral simultània (el precepte llatí de Mens sana in corpore sano ho il·lustra de forma resumida). Jugaven un paper essencial els models antics dignes d'elogi, com la literatura d'Homer o els herois nacionals, els quals calia conèixer i intentar imitar.

## Educació a les cultures asiàtiques
A l'Índia l'educació va iniciar-se segons el model religiós d'aprendre els Veda, que s'ampliava postrerioment a l'aprenentatge de la física, la gramàtica i habilitats pròpies dels oficis. Amb l'aparició del concepte de casta, l'educació es va diversificar, distribuint els sabers segons la classe social a què estaven destinats. Els brahmans o membres dels estaments superiors tenien com a objectiu buscar la veritat, especialment amb el diàleg amb mestres i deixebles, mentre que els altres només havien d'aprendre el bagatge de la seva futura professió. Les escoles, anomenades gurukul, es finançaven amb aportacions voluntàries de les famílies, i en elles s'ensenyava literatura, història, medicina, astrologia i filosofia. Posteriorment aquests centres van constituir els gèrmens de les escoles superiors d'ensenyament hinduista i budista, com Nalanda o Vikramaśīla.
A la Xina l'escola estava destinada a la noblesa i ensenyava les anomenades sis arts: religió, música, tir a l'arc, conducció, matemàtiques i cal·ligrafia (una matèria que sempre tindrà un pes específic en l'ensenyament xinès). En el cas de les nenes s'aprenia costura en comptes de l'art militar. Posteriorment es va incorporar la filosofia, centrada en els ensenyaments de Confuci, i aquesta matèria va esdevenir la central. Van crear-se al segle V els exàmens imperials xinesos o primeres proves externes d'avaluació que garantien el saber dels futurs funcionaris i cortesans.
A Corea, especialment al regne de Silla, es privilegiava una educació militar, a l'estil espartà. Les matèries apreses eren el tir amb arc, el llançament, les arts marcials, l'equitació, la natació, la caça i la lluita amb espasa. Es complementaven amb educació ètica sobre els valors imperials, que més endavant van ser combinats amb el confucianisme importat de la Xina, una doctrina que recollia entre les funcions de l'educació la de perfeccionar moralment l'individu a través de la pràctica de la virtut.

## Educació medieval
A l'Edat Mitjana el vincle entre religió i educació es va fer més estret. A Europa els monestirs eren el centre de cultura que conservava el llegat clàssic, copiava els manuscrits i aprofundia sobre la teologia cristiana. A partir del segle xi van sorgir les primeres universitats, ja amb una noció de carrera similar a la contemporània. Primer s'estudiava el trivium i el quadrivium (matèries d'humanitats i ciències respectivament) i després es podia escollir una via professionalitzadora, bàsicament en les branques de teologia, dret, medicina o arts. Destaca el paper de Carlemany (amb l'anomenat Renaixement carolingi), de la península Ibèrica i d'Irlanda i al final de l'etapa, el de França i Anglaterra.
La centralitat de les Escriptures i el seu estudi en la tradició islàmica van ajudar a fer de l'educació un pilar central de la religió sempre i arreu de l'Islam. La importància de l'aprenentatge en la tradició islàmica es reflecteix en una sèrie d'hadiths atribuïts a Mahoma, inclòs un que diu "Buscar el coneixement és obligatori per a tots els musulmans". Es considerava que s'aplicava especialment als estudiosos, però també fins a cert punt al públic musulmà més ampli, com s'exemplifica amb el dictum de Burhan al-Din al-Zarnuji, "l'aprenentatge està prescrit per a tots nosaltres". Tot i que és impossible calcular les taxes d'alfabetització a les societats islàmiques premodernes, és gairebé segur que eren relativament altes, almenys en comparació amb les seves contraparts europees. Es van desenvolupar la madrassa i les cases de saber, a través de les quals van arribar a Occident molts dels llibres orientals mitjançant traduccions àrabs. Va néixer la noció d'ijazah, un dels possibles antecedents del doctorat, un títol que s'atorgava als experts en una disciplina, inicialment la medicina i la llei islàmica. Tal com van fer els antecessors babilònics, aquests centres especialitzats posseïen grans biblioteques on es reunia el saber de diferents cultures.
La disciplina era fonamental en els centres d'estudi, i els mestres podien usar el càstig físic amb els nens que no la respectaven. L'aprenentatge es basava en la còpia de manuscrits d'experts i la seva apropiació progressiva, ja que fins a estadis avançats no es permetia el debat de la doctrina o coneixements (i la conclusió sempre depenia del professor). Els estudiants eren tots clergues i des del segle xii i XIII acostumaven a abandonar casa seva seguint els mestres de més renom. Paral·lelament sorgeixen els títols professionals atorgats pels gremis a les ciutats.

## Educació a l'edat moderna
A l'Amèrica precolombina els asteques van instaurar l'educació obligatòria fins als quinze anys, tant per a nois com per a les noies (si bé aquestes solien rebre formació només oral), en dos tipus d'escola: professionalitzadora i militar i acadèmica, on s'estudiava astronomia, literatura i política. Els inques van impulsar una educació general i una d'elit, a càrrec dels amautas o savis de la regió, especialitzats a transmetre la tradició.
A Europa l'humanisme pretenia educar un home complet, que dominés tot el saber, recuperant part dels ideals del món clàssic. La raó i la ciència van començar a guanyar pes en el currículum. La nova burgesia volia adquirir els coneixements fins al moment reservats a la noblesa o els homes de religió i va propiciar l'aparició de nombroses escoles i universitats arreu. Els jesuïtes van controlar-ne moltes d'elles, i van iniciar una tasca missionera que va fer que països d'altres continents copiessin els mètodes d'ensenyament i continguts europeus. Adquireixen gran importància les llengües vulgars, si bé el llatí continua sent l'idioma de transmissió de l'alta cultura.
Destaca la figura de Jan Amós Comenius, qui es considera fundador de la pedagogia. Un altre nom clau és el de Philippe Ariès, que va començar a pensar la infància no com una etapa prèvia a l'edat adulta sinó específica. Michel de Montaigne, per la seva part, va proposar una pedagogia més activa, sense l'erudició memorística medieval, que portés a una apertura mental a través de l'observació del món i el coneixement de diferents pobles.

## Educació als seglesxviiiixix
La Il·lustració, amb la seva noció de progrés i els ideals igualitaris de la revolució francesa, va significar l'extensió de l'educació bàsica a amplis sectors socials fins aleshores exclosos. Així van sorgir les escoles populars, primerament les Sunday Schools de Robert Raikes i més endavant els cercles de formació dels obrers i menestrals. Rousseau va exaltar l'estat bondadós natural del nen i el paper de la societat en la seva educació, amb l'objectiu de formar ciutadans.
Al segle xix va continuar aquesta expansió educativa. Un exemple en serien les lleis promulgades per Jules Ferry, qui va establir les bases d'una educació laica i pública a França, model imitat posteriorment per altres països. La majoria de constitucions van recollir el dret a l'educació bàsica, posant centres públics al servei de les classes més desfavorides i legislant sobre els anys d'escolarització obligatoris (si bé l'absentisme escolar era freqüent). Guanya pes el positivisme científic a les diferents disciplines i es desenvolupa la pedagogia com a disciplina universitària, que permet l'aparició de nous corrents d'ensenyament, com els de John Dewey, qui va posar en relleu la importància de la motivació i el treball en grup per resoldre tasques amb sentit.

## Educació als segles XX i XXI
L'educació a partir del segle XX ha estat marcada per tres grans reptes: la universalització, especialment l'educació primària a zones subdesenvolupades - és un dels Objectius de Desenvolupament del Mil·lenni - i l'extensió de la secundària a tot Occident; l'exigència de qualitat i la diversificació d'interessos i noves matèries, ja que les exigències a l'escola van augmentant a mesura que transcorre el temps.
És el segle dels grans pedagogs: Maria Montessori, Ovide Decroly, Paulo Freire, Francesco Tonucci… S'incrementa també la relació amb la psicologia, fins a aparèixer la psicopedagogia i l'educació especial, destinada a alumnat amb discapacitats o característiques diferents a la majoria (incloent-hi la superdotació). De la psicologia destaquen les aportacions de Lev Vygotski, Jean Piaget, David Ausubel o Daniel Goleman, entre d'altres.
Al segle XXI els reptes passen per la qualitat (mesurada sovint amb proves externes com el Programa PISA), l'especialització sense oblidar una cultura general comuna, la convivència entre diferents cultures a la mateixa aula, el paper de les noves tecnologies a l'educació i la redefinició de models socials, que provoquen un canvi de rols a la família i entre el professor i els estudiants. Per la importància de l'educació en el progrés socioeconòmic dels països, es produeix un pogressiu control per part de l'administració nacional i dels organismes internacionals, especialment l'OCDE i el Banc Mundial.

## L'educació al món catalanoparlant
Els primers centres educatius van sorgir al món catalanoparlant lligats a les escoles catedralícies. En ells es combinava l'ensenyament tradicional cristià europeu amb les troballes del món islàmic. De la confluència de cultures va sorgir la importància de dominar diversos idiomes, com proposava Ramon Llull per tal de convertir els musulmans usant la seva pròpia llengua. La universitat medieval va plasmar-se primerament en la Universitat de Lleida, a principis del segle xiv.
Al Renaixement destaca la figura de Joan Lluís Vives i March, qui va proposar tenir en compte les característiques individuals de cada alumne en els plans d'estudi (essent un dels precursors de la moderna atenció a la diversitat) i que el mestre fos un exemple de cultura completa i virtut.
Durant l'època moderna van proliferar les escoles parroquials que alfabetitzaven els infants de diferents classes socials. Un dels innovadors metodològics va ser Baldiri Reixac i Carbó. Aquests centres van ser substituïts per les escoles públiques previstes a la Llei Moyano espanyola, la base del sistema educatiu posterior.
Francesc Ferrer i Guàrdia es considera un dels pares de l'escola nova, basada en aperendre fent, en tenir en consideració la psicologia de cada nen, en aportar els últims avenços científics als centres i formar persones ètiques capaces de millorar el seu entorn. Rosa Sensat va destacar en la formació de mestres, i en el seu honor es va fundar un moviment de renovació pedagógica. Un altre autor que va donar nom a una associació d'ensenyants és el català Alexandre Galí i Coll.
De l'època republicana destaca l'impuls a l'educació en català, tallat pel franquisme, l'avanç en coeducació i l'auge d'escoles laiques. Durant la dictadura es va homogeneitzar l'ensenyament amb el de la resta de l'Estat espanyol. A finals del segle xx va dur-se a terme un intent de reformar l'educació espanyola a través de la LOGSE, que va resultar polèmica perquè introduïa per primer cop l'escola comprensiva (educar tots els alumnes al mateix temps a la mateixa aula) i que va provocar l'inici de canvis legislatius constants, tant a nivell estatal com autonòmic, fins a arribar a la LOE.
Al segle XXI l'educació al món catalanoparlant està basada en les competències bàsiques o habilitats que permeten inserir-se amb garanties en la societat contemporània. Aquestes competències exigeixen un ensenyament que reculli les aportacions de l'escola nova i l'èmfasi en la pràctica, i no tant en l'adquisició d'informació, a l'abast de tothom amb Internet. A Catalunya es va aprovar una llei pròpia, la LEC.